# Pope County (Minnesota)
Pope County is een county in de Amerikaanse staat Minnesota.
De county heeft een landoppervlakte van 1.736 km² en telt 11.236 inwoners (volkstelling 2000). De hoofdplaats is Glenwood.

## Bevolkingsontwikkeling

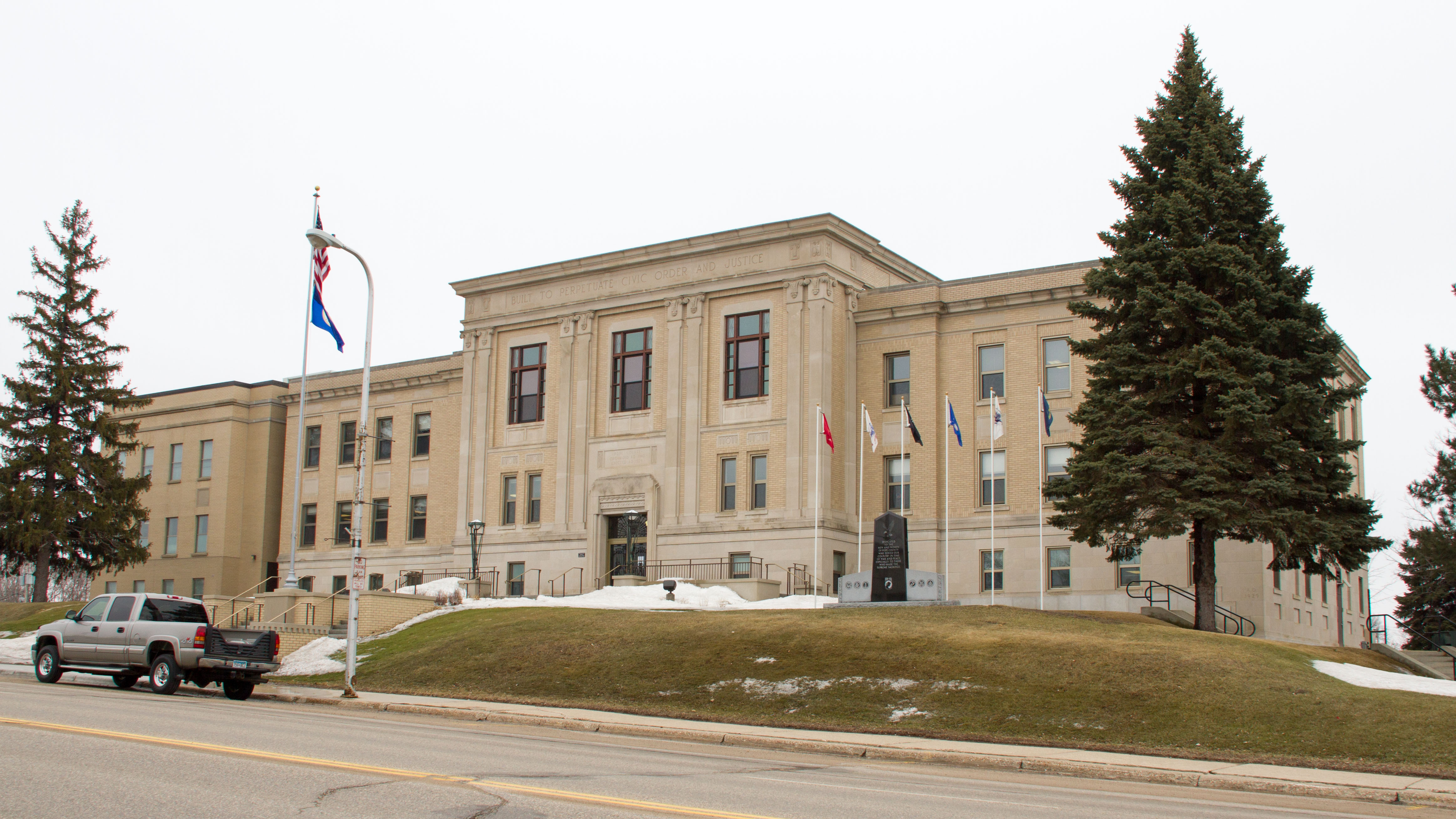
Pope County Courthouse